# Schutzengelkapelle Aremberg

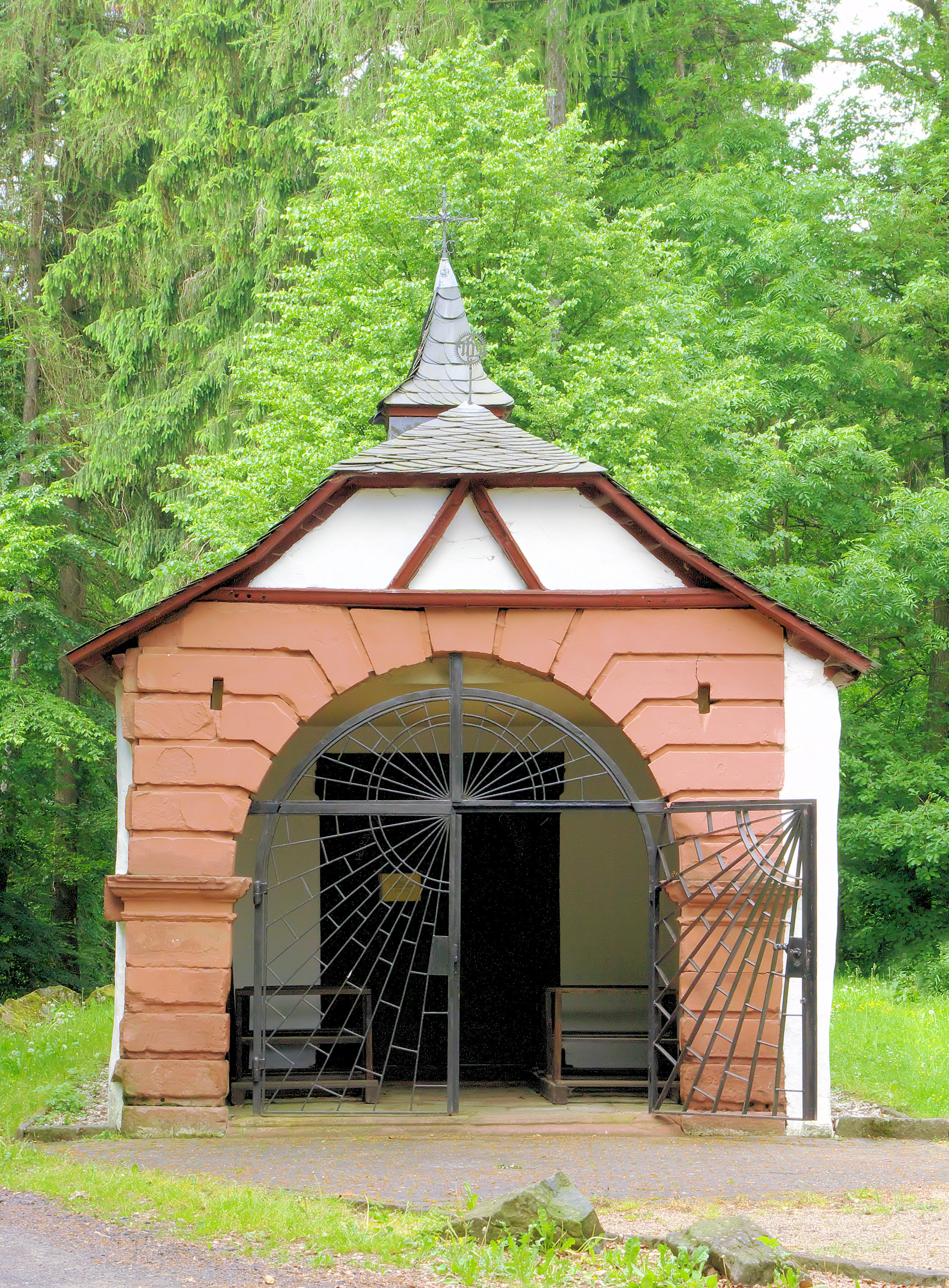
Schutzengelkapelle in Aremberg

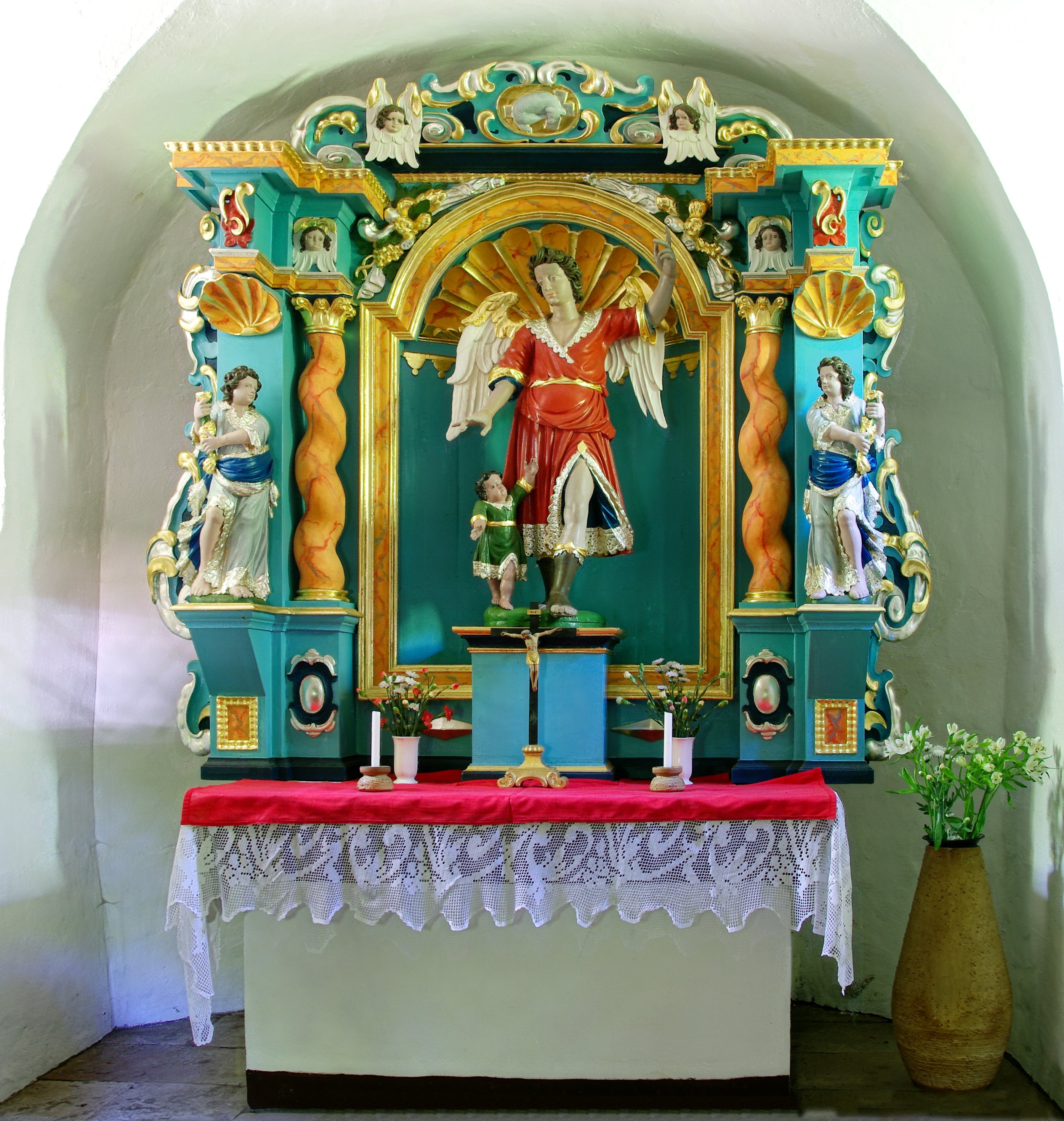
Altar der Schutzengelkapelle

Die katholische Schutzengelkapelle in Aremberg, einer Ortsgemeinde im Landkreis Ahrweiler (Rheinland-Pfalz), wurde 1669 errichtet. Sie befindet sich am Waldrand links der Landstraße von Antweiler kommend.

## Geschichte
Die heute unter Denkmalschutz stehende Kapelle wurde 1669 von der Schutzengelbruderschaft erbaut. Der Eingang zur Vorhalle, die später entstand, wurde aus mächtigen Steinblöcken der Burg Aremberg errichtet. Diese vier Meter lange und drei Meter breite Vorhalle, mit einer Holztür versehen, trennt die eigentliche Kapelle mit Chor und dreiseitigem Schluss ab. Über dem Chor sitzt ein Dachreiter, der von einem schmiedeeisernen Kreuz bekrönt wird. Der Chor, von einer Flachtonne mit Stichkappen gedeckt, besitzt einen Altar in dessen Mitte eine große Statue eines Schutzengels steht, der ein Kind beschützt.
Nur zweimal im Jahr ist die Kapelle geöffnet: Am Dreifaltigkeitssonntag und am Montag der jährlich stattfinden Schutzengelkirmes. Dann findet jeweils ein Gottesdienst statt.